# Suoidea
Clade
Synonymes
- Suinamorpha Spaulding et al., 2009

Familles de rang inférieur
- †Palaeochoeridae
- †Sanitheriidae
- Sous-ordre Suina:
  - Suidae (les porcins)
  - Tayassuidae (les pécaris)

Les Suoidea (Suoïdes en français) sont un clade de mammifères artiodactyles qui regroupe les suines ainsi que toutes espèces plus proches d'eux que des autres artiodactyles actuels.

## Classification
La classification classique élaborée uniquement sur caractères morphologiques rapprochent les hippopotames des suines avec lesquels ils forment le sous-ordre Suiformes. Mais cette conception a été abandonnée au début du XXIe siècle par de nombreux paléontologues au vu des analyses génétiques qui prouvent que les hippopotames sont plus proches des ruminants et forment avec les cétacés les cétancodontes.

La famille éteinte des entélodontes (Entelodontidae), longtemps classée auprès des suines, est aujourd'hui placée auprès des cétancodontes au sein du clade Cetancodontamorpha.

Listes des familles selon Paleobiology Database (septembre 2017):
- †Palaeochoeridae
- †Sanitheriidae
- Suidae (les porcins)
- Tayassuidae (les pécaris)